# برنبورگ
شهر برنبورگ در ایالت زاکسن-آنهالت در کشور آلمان واقع شده است.